# Vol JetBlue 292
Le vol JetBlue 292 était un vol régulier entre l'aéroport Bob Hope à Burbank, en Californie et Aéroport international JFK à New York. Le 21 septembre 2005, le capitaine Scott Burke effectue sur un Airbus A320-232 un atterrissage d'urgence à l'aéroport international de Los Angeles (LAX) après que le train d’atterrissage avant se soit bloqué dans une position anormale. Aucun blessé n'est à déplorer.

## Incident
Scott Burke, un capitaine de 47 ans avec 10 830 heures de vol dont 2 552 heures sur l'Airbus A320 volait avec son copilote, David Razler, 37 ans, 5 732 heures de vol, dont 1 284 heures sur l'Airbus A320.
Transportant 140 passagers et six membres d'équipage, l'Airbus A320-232 décolle de Burbank à 15 h 17 (UTC-7). L'avion, construit en 2002, portait le numéro N536JB et le nom « Canyon Blue ». Il devait effectuer un vol de 3 967 km pour atterrir à l'aéroport international JFK.
Après le décollage à Burbank, les pilotes n'ont pas pu rétracter le train d’atterrissage avant. Ils ont volé près de l'aéroport municipal de Long Beach (où se situe le hub de JetBlue) pour permettre au personnel de la tour de contrôle d'évaluer les dégâts avant de tenter un atterrissage. Il a été constaté que le train avant était tourné de quatre-vingt-dix degrés vers la gauche, perpendiculairement à la direction du fuselage.
Plutôt que d'atterrir à l'aéroport de Long Beach, le commandant choisit de se poser à l'aéroport international de Los Angeles, pour bénéficier d'un meilleur terrain, d'une longueur de piste plus importante et de meilleurs services d'urgence.
Pour s'alléger, les pilotes ont volé dans un schéma en huit entre l'aéroport de Bob Hope et celui de Los Angeles, pour brûler environ 21,6 tonnes de kérosène, ceci ayant pour but de diminuer le risque d'incendie. L'atterrissage a aussi été plus facile grâce au poids perdu. Des agences de presse ont affirmé que l'avion a effectué un délestage de carburant, ce qui n'est pas correct puisque l'A320 n'est pas doté d'un tel mécanisme.
Les passagers ont été témoins de la couverture médiatique de leur vol par la télévision satellite DirecTV, tandis qu'ils volaient en cercle. Le système vidéo a été coupé 50 minutes avant l'atterrissage. L'actrice Taryn Manning était sur ce vol pour promouvoir le film Hustle and Flow. Zach Dean était également dans l'avion et, alors qu'il contemplait sa mortalité, il a décidé d'écrire un scénario sur celle-ci, qui serait utilisé dans le film Cold Blood.
Les services d'urgence et les pompiers sont restés sur l'aire de stationnement de l'aéroport avant l'atterrissage. Les camions à mousse n'ont pas été utilisés bien que disponibles en cas de besoin. La FAA ne recommande plus de pré-mousser les pistes, car il est difficile de déterminer exactement où une piste doit être moussée, et pourrait entraîner l'appareil hors de la piste au regard de l'efficacité réduite de ses freins.
L'avion atterrit sur la piste 25L. Le train d’atterrissage génère des étincelles et des flammes lorsqu'il touche le sol mais le reste de l'avion demeure intact. Pour garder le train d’atterrissage avant hors sol le plus longtemps possible, l'inversion de poussée ou les spoilers n'ont pas été utilisés pour ralentir l'appareil. Par conséquent, l'Airbus A320 a mis davantage de temps à décélérer, s'arrêtant complètement à 18 h 20, 300 mètres avant la fin d'une piste de 3 382 mètres.

## Conséquences et analyse
Les passagers ont commencé à débarquer moins de sept minutes après l’atterrissage, qui s'est déroulé en douceur, aucune blessure physique n'a été signalée. L'évacuation de l'appareil n'a pas utilisé les toboggans d'évacuation mais bien les passerelles mobiles de l'aéroport.
L'avion a été remorqué jusqu'à un hangar de Continental Airlines sur ce même aéroport puisque à l'époque, la compagnie n'opérait pas depuis LAX pour être analysé. Des experts disent que malgré la couverture mondiale en direct, il y avait en réalité peu de danger pour les passagers ou l'équipage. L'A320, comme tous les avions de ligne modernes, est conçu pour tolérer certaines pannes, et si nécessaire, peut atterrir sans le train avant.
Le rapport du Conseil national de la sécurité des transports américain affirme que cela s'est produit à cause d'une usure de la cosse et que l'unité de freinage et de contrôle de pilotage (BSCU pour Brake Steering Control Unit) est aussi en cause. Le rapport indique qu'Airbus a depuis [entre la date de sortie du rapport et l'accident] apporté des actions correctives.
Après cet incident, l'avion a été réparé et est retourné en service portant toujours le même nom « Canyon Blue ». Le numéro de vol de cette ligne a été changé pour devenir le 358.